# 沃尔弗斯多夫
沃尔弗斯多夫是德国巴伐利亚州的一个市镇。总面积26.05平方公里，总人口2448人，其中男性1247人，女性1201人（2011年12月31日），人口密度94人/平方公里。